# Cruz Alta, Rio Grande do Sul
Cruz Alta är en ort och kommun i Brasilien. Den ligger i delstaten Rio Grande do Sul, i den södra delen av landet, 1 500 km söder om huvudstaden Brasília. Cruz Alta ligger 475 meter över havet och antalet invånare är 65 275.
Terrängen runt Cruz Alta är huvudsakligen platt. Cruz Alta ligger uppe på en höjd. Det finns inga andra samhällen i närheten.
Trakten runt Cruz Alta består till största delen av jordbruksmark. Runt Cruz Alta är det ganska tätbefolkat, med 60 invånare per kvadratkilometer.